# Bacteria dentatocercata
Bacteria dentatocercata är en insektsart som först beskrevs av Brunner von Wattenwyl 1907.  Bacteria dentatocercata ingår i släktet Bacteria och familjen Diapheromeridae. Inga underarter finns listade.